# Paulino Antonio Cabral
Paulino Antonio Cabral, más conocido como Abad de Jazente, fue un poeta portugués nacido en Amarante, el 6 de mayo de 1719 y fallecido el 20 de noviembre de 1789. Estudió derecho canónico en Coímbra en 1735 y se graduó en 1741. Fue nombrado abad de Jazente en 1752. Además de obras religiosas, escribió poesía.

## Obra
- Ao Terremoto do Primeiro de Novembro de 1755. Romance Fúnebre![1]